# Аккад, Мустафа
Мустафа Аккад (араб. مصطفى العقاد‎; 1 июля 1930, Алеппо — 11 ноября 2005, Амман) — сирийско-американский продюсер и режиссёр. Получил известность выступив в роли продюсера серии фильмов «Хэллоуин» (1978) и режиссёра фильмов «Послание» (1976) и «Лев пустыни» (1981). Был убит вместе со своей дочерью Риммой Аккад террористом-смертником в столице Иордании Аммане в 2005 году.

## Биография
Родился 1 июля 1930 года в сирийском городе Алеппо. Перед отъездом Мустафы в Соединённые Штаты для изучения режиссуры и производства фильмов в Калифорнийский университет в Лос-Анджелесе (UCLA), его отец, работавший офицером таможни, дал ему 200 долларов и копию Корана. Аккад получил степень магистра в Университете Южной Калифорнии (USC), где он и встретился с режиссёром Сэмом Пекинпой (Sam Peckinpah). Пекинпа стал наставником Аккада в Голливуде и нанял его в качестве консультанта для фильма об алжирской революции, который так и не вышел на большой экран, но он продолжал помогать ему, пока Мустафа не нашёл работу в качестве продюсера на CBS.
В 1976 году Аккад выпускает «Послание» (вышедший в прокат как «The Message» в 1977 году в Соединённых Штатах), главные роли сыграли Энтони Куинн и Ирен Папас. Аккад получил отказ от Голливуда на съёмку фильма в Марокко.
При создании «Послание», он консультировался у исламских священнослужителей и старался быть уважительным по отношению к исламу и его взглядам на образ пророка Мухаммеда. Он получил одобрение от Аль-Азхар в Египте, но оно было отклонено Всемирной мусульманской лигой в Мекке, Саудовская Аравия. Правительства Кувейта, Ливии и Марокко обещали финансовую поддержку фильма, но когда оно было отклонено Всемирной мусульманской лигой, Кувейт снял его с финансирования. Покойный король Хасан II из Марокко дал ему полную поддержку для производства фильма. Производство «The Message» заняло один год. 6 месяцев съёмки велись в Марокко, но Аккад вынужден был остановить производство, когда правительство Саудовской Аравии оказало большое давление на Марокко. Аккад пошёл к лидеру Ливии Каддафи в поисках поддержки для завершения проекта. Каддафи позволил ему завершить оставшиеся 6 месяцев съёмки в Ливии.
Аккад видел фильм как способ преодоления разрыва между западным и исламским мирами, заявив в интервью в 1976 году:
Я сделал этот фильм, потому что это для меня личное. Помимо своей ценности как фильм, он имеет свою историю, свои интриги, свои драмы. Кроме всего этого я думаю, там присутствует что-то личное, будучи мусульманином, живущим на Западе, я чувствовал, что это было моей обязанностью, своим долгом рассказать правду об исламе. Это религия, которая имеет 700 млн последователей, но о которой так мало известно и это меня удивило. Я думал, что я должен рассказать историю, которая станет мостом через разрыв с Западом.
В 1978 году, спродюсировав «Хэллоуин», он стал частью истории малобюджетных фильмов. Аккад получил известность за своё ключевое участие в первых восьми фильмах «Хэллоуин», как исполнительный продюсер. Серия была очень выгодной, хотя только первый фильм стал знаковым.
В 1980 году Аккад снял фильм «Лев пустыни», в котором к Куинну и Ирен Папас присоединились Оливер Рид, Род Стайгер, и Джон Гилгуд. Речь шла о реальной жизни лидера бедуинов Омара Мухтара, который воевал с итальянскими войсками Бенито Муссолини в пустынях Ливии. Фильм был раскритикован, после получения на Западе негативной информации о том, что он частично финансировался ливийским лидером Муаммаром аль Каддафи, который инвестировал $ 35 млн в кино. Распространение этой негативной информации, возможно, и стало причиной его относительно низких кассовых сборов.
Однажды Аккад пытался выкупить Pinewood Studios в Соединённом Королевстве у Rank Organisation, а также приобрёл студию в Twickenham. На момент своей смерти он был в процессе производства 80-миллионного фильма с участием Шона Коннери, о Саладине и крестовых походах. Для фильма, который должен был сниматься в Иордании, уже был готов сценарий. Говоря о фильме, он сказал:
«… Саладин точно изображает ислам. Сейчас ислам изображается как террористическая религия. Из-за того что несколько террористов являются мусульманами, таковой выставляется вся религия. Если и были религиозная война, полная ужаса, то это была война во время крестовых походов. Но вы не можете обвинять христианство из-за нескольких авантюристов, сделавших это. Это моё послание».

## Смерть
Мустафа Аккад и его 34-летняя дочь, Римма Аккад, погибли 9 ноября 2005 во время взрыва в Аммане, Иордания. Они оба были в фойе отеля Grand Hyatt, когда террорист-смертник, посланный «Аль-Каидой», взорвал своё устройство. Дочь умерла мгновенно, а Мустафа скончался от полученных травм через два дня в больнице. У Мустафы Аккада остались его бывшая жена, Патриция Аккад, и их сыновья, Тарик и Малек, которые помогли создать большинство фильмов «Хэллоуин», а также его вдова Суха Аккад, и их сын Заид.

## Фильмография
- Послание (1976)
- Хэллоуин (1978)
- Лев пустыни (1981)
- Хэллоуин 2 (1981)
- Хэллоуин 3: Время ведьм (1982)
- Встреча со страхом (1985)
- Хэллоуин 4: Возвращение Майкла Майерса (1988)
- Хэллоуин 5: Месть Майкла Майерса (1989)
- Хэллоуин 6: Проклятие Майкла Майерса (1995)
- Хэллоуин: 20 лет спустя (1998)
- Хэллоуин: Воскрешение (2002)